# Макин (Пенсилванија)
Макин (енгл. McKean) град је у америчкој савезној држави Пенсилванија.

## Демографија
По попису из 2010. године број становника је 388, што је 1 (-0,3%) становника мање него 2000. године.
| Група             | 2000.       | 2010.       |
| Белци             | 385 (99,0%) | 375 (96,6%) |
| Афроамериканци    | 1 (0,3%)    | 5 (1,3%)    |
| Азијати           | 0 (0,0%)    | 0 (0,0%)    |
| Хиспаноамериканци | 2 (0,5%)    | 1 (0,3%)    |
| Укупно            | 389         | 388         |